# Janina Krajewska
Janina Krajewska (ur. 4 listopada lub 1 grudnia 1901 w Łodzi, zm. 11 listopada 1960 tamże) – etnografka, założycielka i kierownik Muzeum Miejskiego w Gdyni, dyrektor Muzeum Etnograficznego w Łodzi.

## Życiorys
W źródłach można odnaleźć dwie daty dzienne urodzin Janiny Krajewskiej: 4 listopada 1901 r. albo 1 grudnia 1901 r. Była córką Anny z Paszczyńskich i Bronisława, dyrektora fabryki. Miała siostrę Jadwigę. Krajewska w dzieciństwie przeszła ospę, która zostawiła na jej ciele trwałe ślady. Nigdy nie wyszła za mąż.
Uczęszczała do Gimnazjum Realnego Żeńskiego Lucyny Siennickiej w Łodzi. W 1920 r. zdała maturę. Studiowała sinologię na Uniwersytecie Warszawskim, a także w latach 1923–1928 etnografię i archeologię. Była studentką Eugeniusza Frankowskiego, Stanisława Poniatowskiego, Stefana Czarnowskiego, Włodzimierza Antoniewicza. W 1927 r. otrzymała stypendium im. Haszewicza umożliwiające jej prowadzenie badań ludoznawczych. W 1929 r., po ukończeniu etnografii, przeniosła się na Uniwersytet Poznański; została asystentką profesora Frankowskiego, pod którego kierunkiem pisała pracę Mleko w wierzeniach i obrzędach ludu polskiego. Doktoryzowała się w 1930 r..
Po ukończeniu studiów odbywała praktykę w Muzeum Etnograficznym w Warszawie, pod opieką Frankowskiego. W latach 1931–1932 brała udział w wykopaliskach na terenie województwa łódzkiego, prowadzonych przez Zakład Archeologii Uniwersytetu Warszawskiego oraz Miejskie Muzeum Etnograficzne w Łodzi (obecnie Muzeum Archeologiczne i Etnograficzne w Łodzi).
W 1932 r. przeniosła się do Gdyni, gdzie zorganizowała Muzeum Miejskie przy ulicy Staromiejskiej. Była jego kierownikiem w latach 1934–1939 (do zajęcia Gdyni przez Niemców). Tworzyła w nim trzy działy: etnograficzny, archeologiczny oraz historii rozwoju miasta Gdyni. Zbiorów muzealnych poszukiwała głównie na Kaszubach. Podczas ekspedycji skupiała się przede wszystkim na garncarstwie, rybołówstwie oraz wyrobach ze skóry. Prowadziła wykopaliska na Pomorzu, by wzbogacić ekspozycję archeologiczną. Zbierała też dokumentację na temat miasta. Przed nadejściem wojny przeniosła wszystkie zbiory do schronu.
Po wybuchu II wojny światowej Janina Krajewska została wysiedlona z Gdyni, a następnie z Łodzi, po czym w 1940 r. przeprowadziła się do Warszawy. Pracowała jako urzędniczka w prywatnym biurze. Po powstaniu warszawskim wyjechała na Podhale. Wiosną 1945 r. została dyrektorem Muzeum Etnograficznego w Łodzi i po uporządkowaniu ocalałych zbiorów, w listopadzie 1945 r. zorganizowała stałą wystawę, której tematem przewodnim była kultura ludowa. W tym czasie Muzeum zostało połączone z Miejskim Muzeum Prehistorycznym, tworząc Muzeum Archeologiczne i Etnograficzne. Prowadziła badania w Opoczyńskim, Łowickim, Rzeszowskim, Kieleckim oraz na terenie wsi Czarnocin i Jasień (województwo łódzkie). Zbierała materiały dotyczące rolnictwa, stroju (m.in. na temat stroju rawskiego i gostyńskiego), kompletowała eksponaty (nie tylko dla placówki łódzkiej, ale też dla muzeów w Kielcach, Łańcucie, Rapperswilu). Z jej inicjatywy powstały dwa filmy krótkometrażowe: Garncarstwo w Medyni Głogowskiej i Zalesiu pow. łańcuckiego oraz Tkactwo w Czarnej pow. łańcuckiego.
W 1948 r. prowadziła zajęcia w Wyższej Szkole Gospodarstwa Wiejskiego z zakresu etnografii. W latach 1950–1951 wykładała muzeologię na Uniwersytecie Łódzkim.
W muzeum pracowała do 1954 r. W 1957 r. otrzymała stypendium PAN. Dostała propozycję pracy w muzeum w Lublinie, ale odrzuciła ofertę. Przez lata nie miała żadnej posady i została pozbawiona emerytury, pomimo wysiłku, jaki włożyła w organizację dwóch placówek.
Zmarła na raka płuc 11 listopada 1960 r. w łódzkim szpitalu. Pochowano ją w Łodzi.

## Pełnione funkcje
- kierownik Muzeum Miejskiego w Gdyni (1934–1939)
- dyrektor Muzeum Etnograficznego w Łodzi (1945–1954)
- członek Zarządu Głównego Polskiego Towarzystwa Ludoznawczego (1947–1953)
- współpracownik redakcji przeglądu religioznawczego „Euhemer”
- członek „Stowarzyszenia Wolnomyślicieli i Ateistów”[4]
- współpracownik Komisji Etnograficznej PAU (od 1949 r.)[10].

## Wybrane publikacje
- 1926 Boże Narodzenie u ludu polskiego. „Bluszcz”, nr 52, s. 1658.
- 1927 Wielkanoc u ludu polskiego. „Kobieta Współczesna. Ilustrowany Tygodnik Społeczno-Literacki”, nr 3, s. 5–6.
- 1927 Zapusty u ludu polskiego. „Bluszcz”, nr 9, s. 6–8.
- 1929 Zabytki z cmentarzyska popielnicowego w Nietulisku Dużym, pow. opatowskim. „Światowit”, t. 13, s. 69–94.
- 1946 Sprawozdanie Miejskiego Muzeum Etnograficznego w Łodzi. „Lud”, t. 36, s. 396–398.
- 1950-1951 Plecionki ze słomy. „Prace i Materiały Etnograficzne”, t. 8–9, s. 673–679.
- 1952 Katalog garncarstwa ludowego województwa rzeszowskiego, Wydawnictwo Muzeum Etnograficznego w Łodzi, Łódź[14].
- 1952 Sprawozdanie z działalności Muzeum Etnograficznego w Łodzi. „Lud”, t. 39, s. 448–455.
- 1954 Sprawozdanie z działalności Muzeum Etnograficznego w Łodzi. „Lud”, t. 41, s. 1166–1171.
- 1956 Strój opoczyński. Wrocław: PTL – Seria: Atlas Polskich Strojów Ludowych, cz. IV Mazowsze i Sieradzkie, z. 4, Wrocław.
- 1958 Ceramika kaszubska z końca XIX i początku XX wieku. „Polska Sztuka Ludowa”, R. 12, nr 3, s. 157–168.